# Канал Рейн — Майн — Дунай
Ре́йн-Ма́йн-Дуна́й (нім. Rhein-Main-Donau-Kanal) — канал, річковий водний шлях в Німеччині, що сполучає басейни Північного та Чорного морів, через Головний європейський вододіл , прямує від Бамберга через Нюрнберг до Кельгайму. Канал забезпечує судноплавне сполучення між дельтою Рейну (Роттердам, Нідерланди) та дельтою Дунаю у південно-східній Румунії та південно-західній Україні (або з Констанцею через Канал Дунай-Чорне море (Румунія)). Будівництво каналу завдовжки 171 км було завершено в 1992 році.
17 км ділянка, що перетинає низовинний хребет Франконський Альб як головний вододіл Європи Рейн-Дунай, знаходиться на висоті 406 м над рівнем моря — найвища точка європейської мережі водних шляхів.
Як вантажний транспортний маршрут (особливо для контейнерних перевезень), канал поволі втрачає важливість, проте, все більше туристів під час річкових круїзів прямує каналом. 

## Історія
Ідея сполучення двох річок через європейський вододіл була висловлена ще в VIII столітті. В 793 році Карл Великий почав будівництво Фосса-Кароліна, який мав з'єднати притоку Дунаю річку Альтмюль та Швабський Рецат, який утворював Редніц, притоку Майна.
З 1836 по 1846 роки в Німеччині було реалізовано проект будівництва альтернативного водного каналу, який отримав назву Людвіг-канал.
Будівельні роботи за новими водними шляхами в районі Нюрнберга велися і в Першу світову війну і в 1938—1942 роки (Міндорфер-Ліні).

## Опис
Канал в його теперішньому вигляді будувався з 1960 по 1992 роки. Його відкриття відбулось 25 вересня 1992 року. Кошторисна вартість будівництва — 2,3 млрд євро. 
Канал має наступні розміри: ширина по поверхні води 52 м, ширина нижньої частини — 44 м, глибина — 4,8 м, глибина водосховищ — 4 м, довжина каналу — близько 171 км, ширина по дзеркалу — 55 м, максимальний кліренс суден — 6 м.
Різниця у висоті між містами Бамберг і Нюрнберг складає близько 90 м. На цій ділянці побудовано сім шлюзів шириною близько 12 м. І довжиною понад 180 м. Через кожен з  них можуть проходити судна вантажопідйомністю до 1500 т. Ділянка каналу між Нюрнберг та Кельгейм має дев'ять шлюзів піднімає рівень води на висоту близько 100 м. На секції Кельгейм - Регенсбург (р. Дунай) побудовано два шлюзи. На різних відрізках каналу розташовано 16 шлюзів, а деякі ділянки оформлені у вигляді бетонних акведуків.
Шлюзи каналу стандартного європейського розміру 190 × 12 × 4,5 м з різними напорами. Три шлюзи на вододілі мають напори майже 25 метрів, складні системи живлення водою і оснащені зберегаючими басейнами, що дозволяють заощаджувати до 70% скинутої призми. Канал машинний  —
п'ять насосних станцій подають воду з Дунаю, причому їх продуктивність 25 м³/с охоплює не тільки потреби каналу у воді (14 м³/с), але й забезпечує обводнення Майнського водного шляху.
Басейни обох морів сполучаються через сполучені окремими каналами відрізки річок Майн, Регніц та Альтмюль (канал Майн-Дунай), а також Дунаю.

## Міста
Основні міста, що розташовані на каналі:
- Нюрнберг
- Фюрт
- Кельгайм
- Форхгайм
- Бібербах
- Ессінг
- Берхінг
- Бамберг
- Ерланген
- Гільпольтштайн